# Ejtan (mošav)
Ejtan (hebrejsky אֵיתָן, doslova „Silný“, v oficiálním přepisu do angličtiny Etan, přepisováno též Eitan) je vesnice typu mošav v Izraeli, v Jižním distriktu, v Oblastní radě Šafir.

## Geografie
Leží v nadmořské výšce 156 metrů na pomezí pahorkatiny Šefela a pouště Negev. Západně od vesnice začíná vádí Nachal Bror. Jižně od obce se nalézá soutok vádí Nachal Adorajim a Nachal Šikma.
Obec se nachází 22 kilometrů od břehu Středozemního moře, cca 55 kilometrů jižně od centra Tel Avivu, cca 52 kilometrů jihozápadně od historického jádra Jeruzalému a 4 kilometry jihojihozápadně od města Kirjat Gat. Ejtan obývají Židé, přičemž osídlení v tomto regionu je etnicky převážně židovské.
Ejtan je na dopravní síť napojen pomocí dálnice číslo 40.

## Dějiny
Ejtan byl založen v roce 1955. Zakladateli mošavu byli Židé z Tuniska napojení na náboženskou sionistickou organizaci ha-Po'el ha-Mizrachi . Zpočátku se nazýval Uza Gimel (עוזה ג) nebo Lachiš 9 (לכיש 9). Nynější jméno vesnice je odvozeno z biblického citátu z Knihy Ámos 5,24: „Ať se valí právo jako vody, spravedlnost jak proudící potok“
Místní ekonomika je založena na zemědělství (pěstování zeleniny, citrusů a polních plodin).
Funguje tu ústav náboženského vzdělávání nižšího stupně (Talmud Tora) a obchod se smíšeným zbožím.

## Demografie
Podle údajů z roku 2014 tvořili naprostou většinu obyvatel v Ejtan Židé (včetně statistické kategorie "ostatní", která zahrnuje nearabské obyvatele židovského původu ale bez formální příslušnosti k židovskému náboženství).
Jde o menší obec vesnického typu s dlouhodobě mírně rostoucí populací. K 31. prosinci 2014 zde žilo 418 lidí. Během roku 2014 populace stoupla o 0,2 %.
| Rok            | 1961 | 1972 | 1983 | 1995 | 2001 | 2003 | 2004 | 2005 | 2006 | 2007 | 2008 | 2009 | 2010 | 2011 | 2012 | 2013 | 2014 |
| -------------- | ---- | ---- | ---- | ---- | ---- | ---- | ---- | ---- | ---- | ---- | ---- | ---- | ---- | ---- | ---- | ---- | ---- |
| Počet obyvatel | 409  | 445  | 420  | 328  | 344  | 383  | 363  | 377  | 378  | 393  | 400  | 424  | 431  | 410  | 412  | 417  | 418  |